# Planta alpina

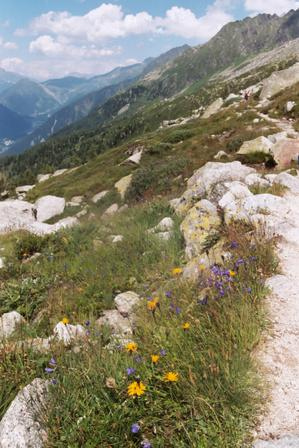
Flora típica de la región alpina de los Alpes.

Las plantas alpinas son aquellas cuyo hábitat natural son las laderas de las montañas, por encima de la línea arbolada y próxima a la línea de las nieves perpetuas. Crecen juntas como una comunidad de plantas en la tundra alpina.

## Diversidad de las Plantas Alpinas

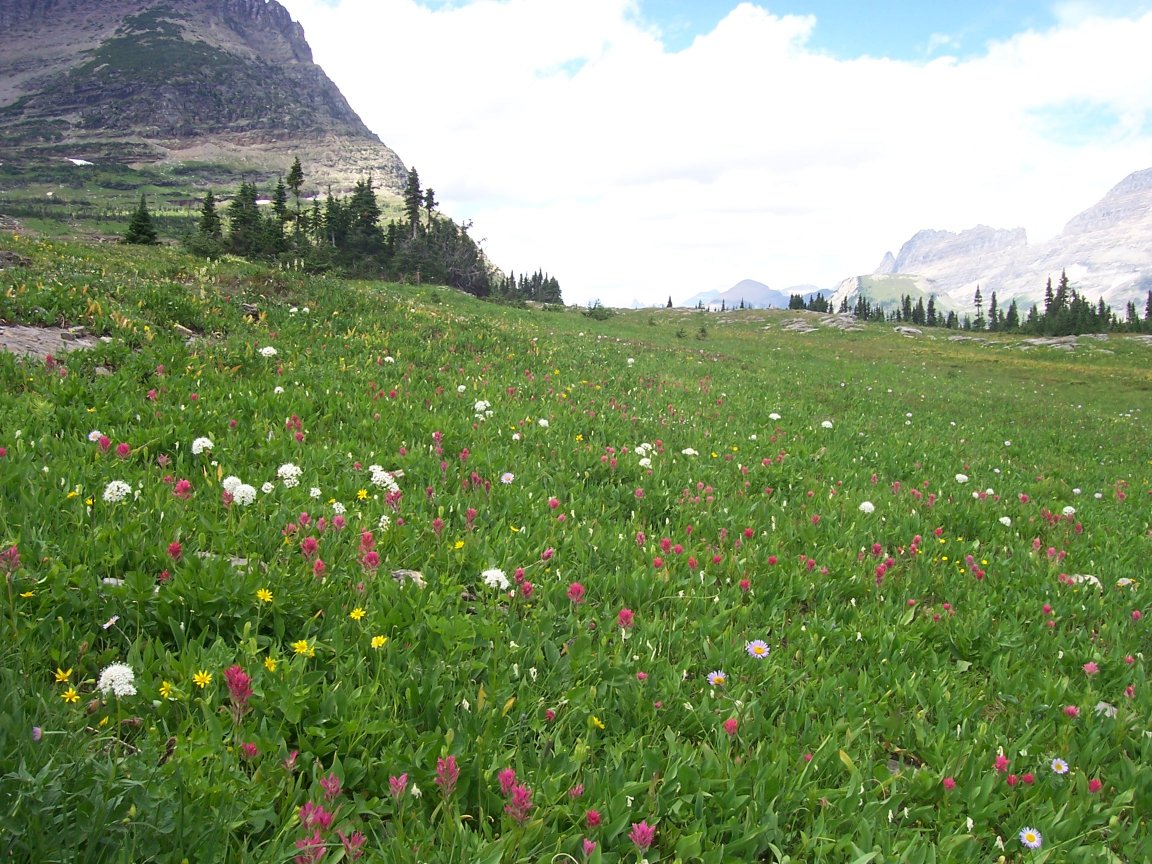
Flores alpinas en el Logan Pass.

Concerniente a áreas de elevación más baja en la misma región, las regiones alpinas tienen una alta tasa de endemismos y una alta diversidad de especies de plantas. Esta diversidad taxonómica se puede atribuir al aislamiento geográfico, a los cambios del clima, glaciación, diferenciación del microhábitat, y diversas fases de migración o evolución o ambas. Estos fenómenos contribuyen a la diversidad de las plantas introduciendo la nueva flora y favoreciendo las adaptaciones, de la nueva especie y de la dispersión de la especie preexistente. El campo común vida-forma de las plantas incluye los arbustos rastreros, gramíneas que forman una macoya, plantas perennes herbáceas, plantas almohadilladas, y criptógamas, por ejemplo briofitas y líquenes.

## Adaptaciones

### Sobreviviendo en bajas temperaturas extremas

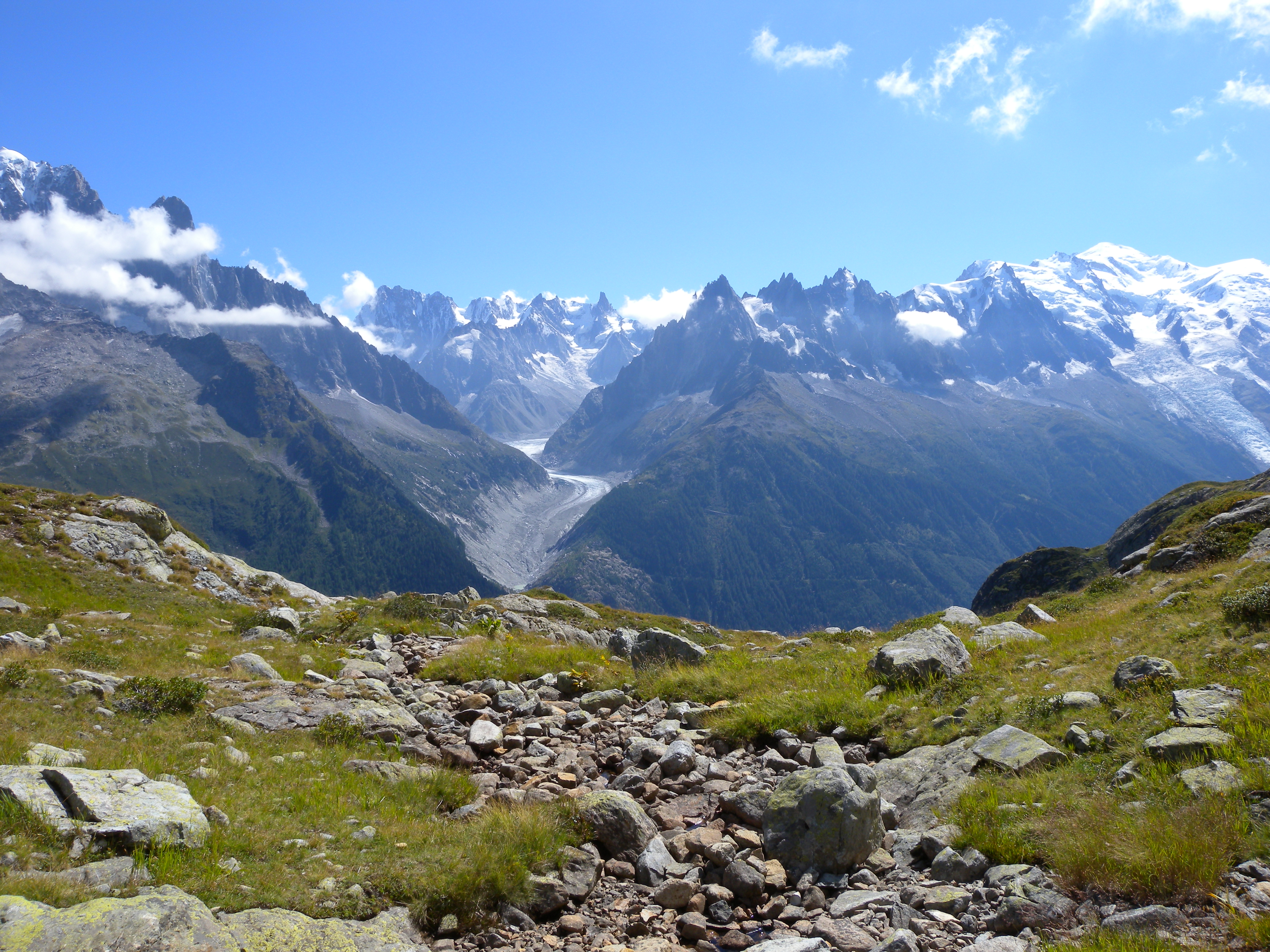
Hábitat de plantas alpinas en el Mont Blanc.

La mayoría de las plantas alpinas se enfrentan con extremos de baja temperatura en un cierto momento en sus vidas. Hay un número de maneras en las que una planta puede sobrevivir estos extremos. Las plantas pueden evitar la exposición a la baja temperatura usando diversas formas de fenología estacional, morfología, o por preferencia variable de la forma de crecimiento. Pueden también evitar la congelación de sus tejidos expuestos aumentando la cantidad de solutos en sus tejidos, conocida como descenso crioscópico. Otros, algo similares, las plantas pueden utilizar un método para evitar congelarse por sobrefusión, que previene la cristalización de hielo dentro de los tejidos vegetales. Estos métodos son solamente suficientes cuando la temperatura es solo moderadamente fría. En la zona alpina, las temperaturas son a menudo bastante más bajas por lo que estos métodos no son suficientes. Cuando las plantas necesitan una solución más permanente, pueden conseguir una tolerancia a la helada. Las plantas pueden también deshidratar sus células trasladando agua a los espacios intercelulares. Esto causa la formación de hielo fuera de la célula donde los cristales de hielo no dañarán. Cuando todas estas estrategias no pueden prevenir el daño de la helada, las plantas alpinas tienen a menudo la capacidad de reparar o de substituir órganos dañados. Ya que a menudo es difícil prevenir el daño, muchas plantas alpinas dependen del reemplazo de sus órganos. Ayudan a hacer esto posible colocando su meristemos bajo tierra, donde las temperaturas están generalmente calientes.

### Evitando la desecación

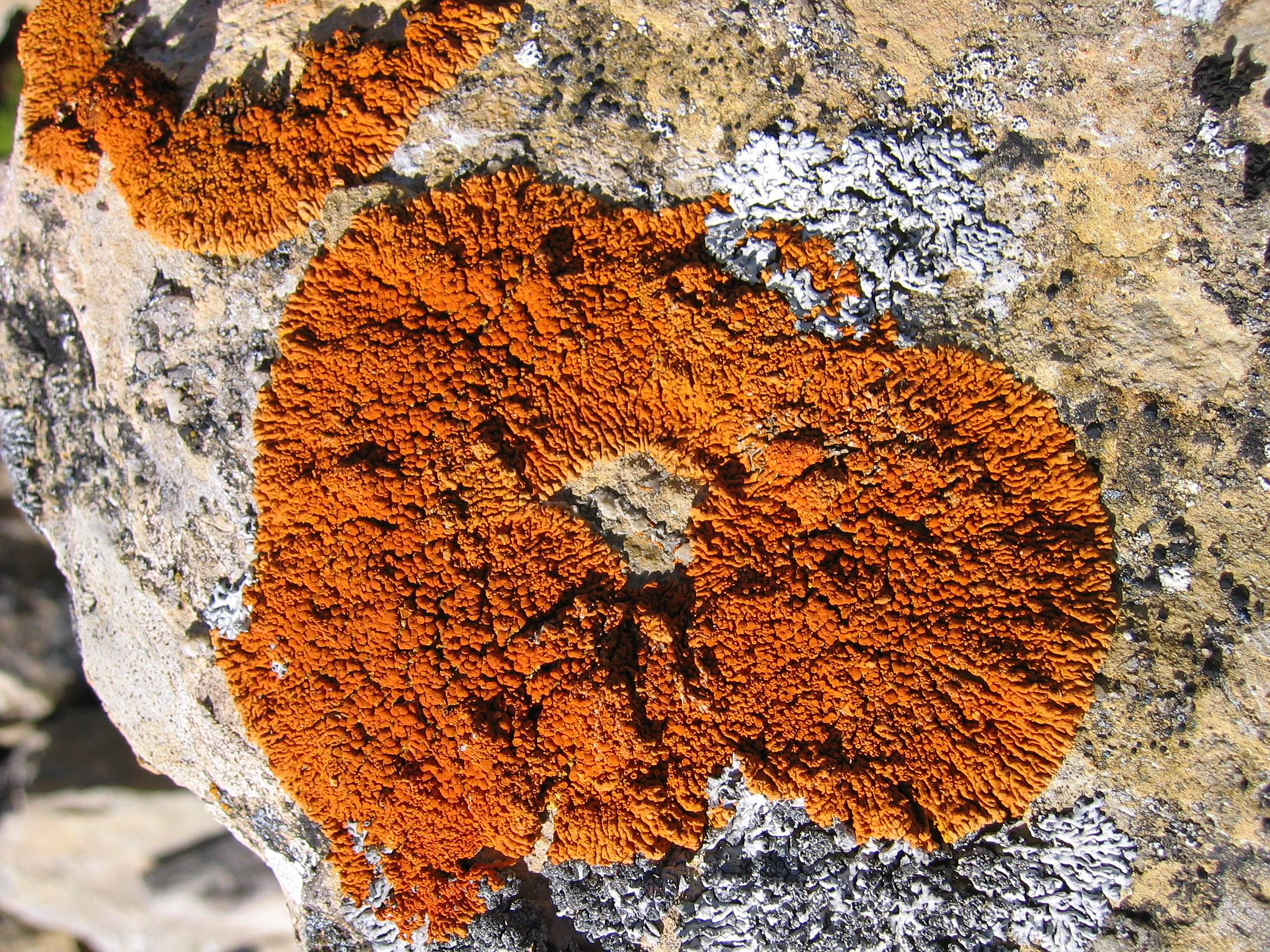
Un liquen alpino muy común, Xanthoria elegans

En áreas alpinas, la disponibilidad del agua es a menudo variable. Las briofitas y liquenes muestran una alta tolerancia a la desecación, lo que contribuye a su abundancia en todos los hábitat alpinos. Entre las plantas más altas, la desecación de los tejidos son raras en las grandes altitudes. Si ocurre, sucede normalmente a las plantas que crecen en los sitios expuestos, en donde el viento aumenta la tensión. Las plantas alpinas evitan pérdida de agua mediante un sistema radicular profundo y aumentado el control de los estomas. Las plantas en elevaciones bajas alcanzan normalmente la abertura de los estomas máxima por la mañana mientras que las plantas alpinas la alcanzan al mediodía, cuando la temperatura es más elevada. Las plantas suculentas alpinas utilizan a menudo Fotosíntesis CAM para evitar pérdida de agua.

### Evitando la radiación ultravioleta
Debido a que la radiación ultravioleta tiende a incrementarse con la altura, se asume a menudo que es un factor de tensión entre las plantas alpinas. En el pasado, ha habido muchas tentativas de investigar cómo la radiación ultravioleta puede influenciar las formas alpinas de las plantas. Sin embargo, no está claro si el crecimiento y el desarrollo de plantas está afectado por la radiación ultravioleta. No está tampoco claro si la radiación es responsable de promover la diferenciación genética, llevando al crecimiento de una forma variable.

### Reproducción
Las plantas alpinas utilizan la reproducción sexual y la reproducción asexual. La reproducción sexual tiene límites en las áreas alpinas de gran altitud, especialmente en áreas con un corto periodo de crecimiento en zonas alpinas situadas en latitudes altas. En zonas alpinas tropicales con una estación de crecimiento a lo largo de todo el año, tal como en la parte norte de los Andes, las plantas pueden florecer durante todo el año. Sin importar cuando las plantas alpinas florecen, los polinizadores son a menudo escasos. La actividad de los polinizadores disminuye con el aumento de altitud. Los polinizadores más comunes de la zona alpina son los abejorros y las moscas. Las plantas utilizan diversas estrategias para sobrellevar estos límites, incluyendo tiempos de floración alternos y la propagación clónica. 

#### Plantas de floración temprana

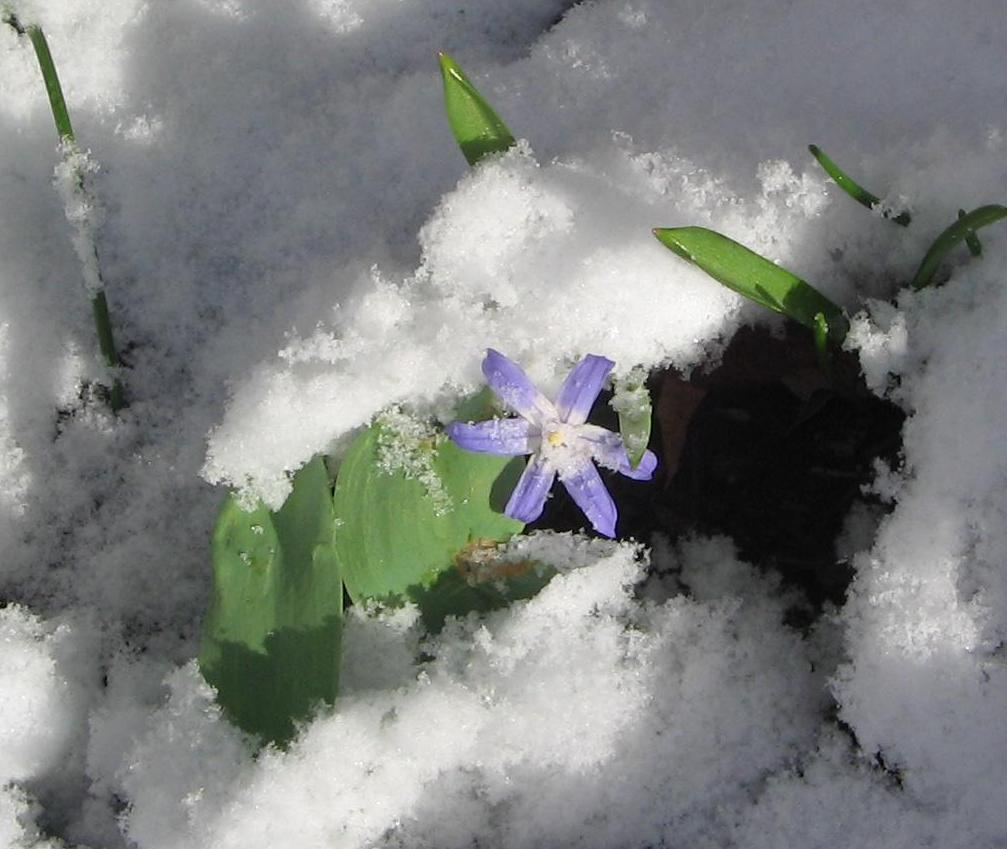
Gloria de la nieve es una planta alpina que preforma sus flores en el periodo vegetativo anterior, así puede florecer tan pronto como la nieve empieza a derretirse en primavera.

Algunas plantas florecen inmediatamente después de la fusión de la nieve o cuando el suelo debajo de la nieve se deshiela. Estas plantas de floración temprana forman siempre sus flores en la estación anterior, llamada preformación. Por lo tanto, arriesgan daño de las heladas a la inflorescencia preformada. Para reducir al mínimo el daño de la helada, las flores preformadas a menudo están rodeadas por un firme embalado de brácteas que se cubren al interior densamente con tricomas. Esto ayuda a guardar caliente el interior del brote de una flor. Debido a la limitación de la temporada temprana para los polinizadores, las plantas que florecen temprano tienen generalmente una probabilidad reducida de éxito reproductivo. Una ventaja del florecimiento temprano es que las semillas que se producen tienen una mayor ocasión de alcanzar la madurez antes de la próxima helada. También tienen una probabilidad elevada de cruzamientos, que ayuda a aumentar la diversidad genética.

#### Floración en mitad de la temporada
Aproximadamente la mitad de todas las especies alpinas florecen en mitad de la temporada de desarrollo. El florecimiento en el pico estacional combina algunas de las ventajas y de los riesgos de una floración temprana y las de una floración tardía. Algunas de las plantas de floración a media temporada preforman sus inflorescencias, pero no todas lo hacen.

#### Floración tardía
La floración tardía ocurre después del final del periodo principal de crecimiento. Tienen una gran producción de semillas pero estas semillas tienen un índice reducido de maduración debido a apremios del tiempo. Estas plantas tienden hacia la autopolinización, apomixis, y viviparismo.

#### Propagación Clonal
Porque la inversión en flores y la producción de semillas puede ser costosa para las plantas alpinas, a menudo se utiliza la propagación clónica. Esta estrategia llega a ser cada vez más frecuente en cuánto aumenta la altitud, y es la más común entre las criptógamas y las hierbas. Algunas plantas alpinas lo utilizan como su método predominante de reproducción. En estas plantas, la reproducción sexual es rara y no contribuye perceptiblemente a la salida reproductiva. Un ejemplo de tal planta es Carex curvula, que se estima puede tener una edad clónica de aproximadamente 2000 años.

## Plantas alpinas medicinales
Hay numerosas plantas alpinas que se utilizan económicamente. En las montañas de los Himalayas, se trafica con centenares de especies para aplicaciones medicinales y aromáticas. Se estima que el comercio anual de estas plantas asciende a millones de dólares americanos. Muchos hogares en el Nepal rural dependen en gran medida del comercio de plantas medicinales de las montañas como fuente de ingresos importante. Esto crea una necesidad creciente de centrarse en la conservación de las plantas en estas áreas, asegurando cosecha sostenible así como la continuidad del ecosistema.
Algunas de las especies recolectadas en Nepal incluyen Neopicrorhiza scrophulariiflora, Nardostachys grandiflora, Shilajit, Aconitum spicatum, Dioscorea deltoidea, Aconitum heterophyllum, Rheum australe. Bergenia, y Epimerantha macraei.